# Heinz Fahrenkrog
Heinz Fahrenkrog (* 16. Mai 1926 in Wernigerode; † 26. Dezember 2004 in Berlin) war langjähriger Präsident des Verbandes der Konsumgenossenschaften der DDR.

## Leben
Heinz Fahrenkrog wurde am 16. Mai 1926 als Sohn eines Gewerbetreibenden in der preußischen Kreisstadt Wernigerode geboren. Nach der Volksschule schloss sich bei ihm die Mittel- und Handelsschule an. In den Jahren 1942 und 1943 absolvierte er eine kaufmännische Ausbildung. Nach dem Kriegsende 1945 betätigte sich Fahrenkrog zunächst als Verkaufsstellenleiter, später als Lagerleiter und Einkäufer im Verband deutscher Konsumgenossenschaften (VDK) in Oschersleben. Er trat zunächst in die SPD ein, wurde 1946 durch die Zwangsvereinigung von SPD und KPD SED-Mitglied. 1950 folgte Fahrenkrog einem Ruf nach Berlin, wo er bis 1961 in der Zentrale des Verbandes Deutscher Konsumgenossenschaften tätig war. Er begann als Referent, wurde später Abteilungsleiter, wo er unter anderem die Abteilung Internationale Genossenschaftsfragen leitete. 1961 schickte ihn die SED zu einem dreijährigen Studium auf die Parteihochschule „Karl Marx“, welches er 1964 als Diplom-Gesellschaftswissenschaftler abschloss. Zu Beginn des Jahres 1965 übernahm der 39-jährige Fahrenkrog als Generaldirektor das neugegründete Zentrale Handelsunternehmen Konsument, eine Warenhauskette des VDK und dessen Flaggschiff. Unter ihm wurden bis 1966 11 große Warenhäuser neu oder umgebaut. Hinzu kam das Konsument-Versandhaus in Karl-Marx-Stadt. Kurz nach dem zweijährigen Jubiläum der erfolgreichen Konsument-Warenhäuser wählte der Genossenschaftsrat des VdK im Februar 1967 Fahrenkrog zu seinem Präsidenten. Damit führte er eine von den zwei großen Handelsunternehmen der DDR und prägte somit das Verkaufsangebot in der DDR wesentlich mit. Ob seiner herausragenden Position wurde Fahrenkrog als Volkskammerkandidat aufgestellt. Da die Genossenschaften seit der 4. Wahlperiode der Volkskammer keine eigenen Mandate mehr innehatten, erhielt Fahrenkrog ein Mandat der Einheitsgewerkschaft FDGB. In seiner ersten Legislaturperiode führte Fahrenkrog dabei gleich den Volkskammerausschuss für Handel und Versorgung als Vorsitzender, von 1971 bis 1990 war er dessen stellvertretender Vorsitzender. 1971 wurde er mit der Schrift Mitgestaltend, leistungsstark, zukunftsbewußt. Eine Bilanz – 25 Jahre nach dem Neubeginn konsumgenossenschaftlicher Arbeit in der DDR zum Dr. oec promoviert. 1980 wurde Fahrenkrog in den Zentralvorstand des Internationalen Genossenschaftsbundes als Mitglied gewählt, in dem er die sozialistischen Länder vertrat. Während der politischen Wende war Fahrenkrog sogenannter beobachtender Teilnehmer des zentralen Runden Tisches der DDR. Bis 1991 war Fahrenkrog noch Präsident der nunmehr ostdeutschen Konsumgenossenschaften, deren restlose Zerschlagung er verhindern konnte. Danach war er noch für einige Zeit Mitglied des Aufsichtsrates der Konsumgenossenschaft Berlin.

## Ehrungen
- 1976 Vaterländischer Verdienstorden in Silber
- 1984 Banner der Arbeit Stufe I
- 1986 Vaterländischer Verdienstorden in Gold[1]